# Magnolia Park
Magnolia Park es una banda estadounidense de metal alternativo formada en Orlando, Florida en 2018. Actualmente tienen contrato con Epitaph Records.
La banda ha lanzado cuatro álbumes de estudio y cinco EPs: Halloween Mixtape (2021), Baku's Revenge (2022), Halloween Mixtape II (2023), y su más reciente trabajo VAMP (2025).

## Historia
Magnolia Park se formó en 2018 en Orlando, Florida, por sus amigos de la infancia Tristian Torres y Freddie Criales. El nombre Magnolia Park proviene del lugar donde Criales se rompió la pierna mientras conducía su scooter Razor. La banda lanzó su primer sencillo, "Patience", el 1 de agosto de 2018.
En 2019, Magnolia Park lanzó tres sencillos más: "Desperate" el 3 de enero, "October" el 12 de julio y "Pumpkin Eater" el 2 de agosto, que se agruparon en su primer EP Vacant, el 25 de enero de 2020. Lanzaron un sencillo adicional, "Hangover Heaven", el 15 de noviembre. Al día siguiente, el 16 de noviembre, actuaron en el último Hope Fest, encabezado por Capstan, en Lakeside, Florida.
La banda continuó lanzando sencillos con "Outside" el 17 de enero de 2020. Magnolia Park tenía la intención de realizar una gira por Estados Unidos en 2020 tras el lanzamiento de su primer EP, pero la pandemia de COVID-19 se lo impidió. Tras el confinamiento, lanzaron su sencillo más exitoso hasta la fecha el 24 de julio, "Sick of it All", seguido de los sencillos "Sunburst" el 4 de septiembre y "Houdini" el 16 de octubre. Al igual que muchas otras bandas emergentes que no pudieron salir de gira durante la pandemia de coronavirus, Magnolia Park se unió a la plataforma de redes sociales TikTok para promocionar su música. La banda publicó su primer video en la plataforma el 23 de octubre de 2020, utilizando imágenes de su video musical "Sick of it All". Hasta 2025, la publicación había acumulado más de 11 000 visualizaciones. Magnolia Park continuó creando y publicando videos en la plataforma y acumuló una cantidad significativa de seguidores.
Su siguiente sencillo, "Love Me", con la participación del veterano emo Kellin Quinn de Sleeping with Sirens, fue el último lanzamiento el 27 de noviembre de 2020 antes del lanzamiento de su segundo EP Dream Eater el 19 de marzo de 2021. Dream Eater contenía dos canciones previamente publicadas, "Sick of it All" y "Love Me"; tres canciones nuevas, "Singing", "TDH2S" con Oliver Baxxter de Broadside y "Back on my Bullshit" con iamjakehill; y un remix de "Sunburst" con glimmers. El 29 de junio, Magnolia Park anunció en Facebook que sería telonero de Lil Lotus en la gira Error Boy por el suroeste de Estados Unidos. En su primera parada de la gira en The Echo en Los Ángeles, California, el 19 de agosto, Epitaph Records contactó a la banda para firmar con su sello, anunciando oficialmente su firma el 30 de septiembre. El entonces bajista Jared Kay dijo sobre la oportunidad: "Epitaph parecía la opción perfecta para nosotros, y estamos muy emocionados de que la banda siga adelante con ellos".
El 13 de diciembre de 2024, Magnolia Park anunció una gira por Norteamérica como cabeza de cartel, denominada VAMP Tour, con la colaboración de Hot Milk, Savage Hands y South Arcade.
El 24 de enero de 2025, Magnolia Park anunció su cuarto álbum de estudio VAMP, cuyo lanzamiento está previsto para el 11 de abril. Se trata de un álbum conceptual neogótico que promete ser rico en creación de mundos y una narrativa cautivadora sobre un entorno futurista conocido como Nocturne Nexus.

## Miembros
| Miembros actuales - Joshua Roberts – voz principal (2019-presente) - Tristan Torres – guitarra, coros (2019-presente) - Freddie Criales – guitarra, coros (2019-presente) - Joe Horsham – batería, percusión (2020-presente) - Vincent Ernst – teclados, programación, coros (2020-presente) y bajo (2024-presente) | Miembros anteriores - Scott Ellis – batería, percusión (2019-2020) - Jared Kay – bajo (2020-2023) |

Linea del tiempo

## Discografia
Álbumes de estudio
- Halloween Mixtape (2021)
- Baku's Revenge (2022)
- Halloween Mixtape II (2023)
- VAMP (2025)

EPs
- Vacant (2020)
- Dream Eater (2021)
- Heart Eater (2022)
- MoonEater (2023)
- SoulEater (2023)